# نابودی (رمان)
«نابودی» (انگلیسی: Annihilation) یک کتاب از جف واندرمر است که توسط فرار اشتراوس و ژیرو منتشر شد.